# Baugy (Cher)
Baugy es una comuna nueva francesa situada en el departamento de Cher, de la región de Centro-Valle del Loira.

## Historia
El 1 de enero de 2019 absorbe las comunas de Laverdines y Saligny-le-Vif.

## Demografía
Según los datos aportados en la última resolución del prefecto de Cher, la comuna pasa a tener 1759 habitantes.

## Composición
| Comuna fusionada | Código INSEE | Población (2016) | Superficie (km²) | Densidad (hab./km²) |
| ---------------- | ------------ | ---------------- | ---------------- | ------------------- |
| Baugy            | 18023        | 1492 (2015)      | 22.6             | 66                  |
| Laverdines       | 18123        | 46               | 9.89             | 5                   |
| Saligny-le-Vif   | 18239        | 183              | 15.29            | 12                  |